# Pseudotropheus longior
Pseudotropheus longior е вид лъчеперка от семейство Цихлиди (Cichlidae). Видът е световно застрашен, със статут Уязвим.

## Разпространение
Разпространен е в Танзания.